# Espalion (tổng)
Tổng Espalion là một tổng thuộc tỉnh l'Aveyron trong vùng Occitanie.
Tổng này được tổ chức xung quanh Espalion ở quận Rodez. Độ cao khu vực này dao động từ 319 m (Bessuéjouls) đến 949 m (Castelnau-de-Mandailles) với độ cao trung bình 511 m. Tổng này nằm trong thung lũng Lot.

## Các đơn vị trực thuộc
Le canton d'Espalion gồm 6 xã với dân số 6 978 người (điều tra dân số năm 1999, dân số không tính trùng)
| Xã                      | Dân số | Mã bưu chính | Mã insee |
| ----------------------- | ------ | ------------ | -------- |
| Bessuéjouls             | 225    | 12500        | 12027    |
| Castelnau-de-Mandailles | 528    | 12500        | 12061    |
| Le Cayrol               | 282    | 12500        | 12064    |
| Espalion                | 4 360  | 12500        | 12096    |
| Lassouts                | 326    | 12500        | 12124    |
| Saint-Côme-d'Olt        | 1 257  | 12500        | 12216    |

## Biến động dân số
| 1962                                                     | 1968  | 1975  | 1982  | 1990  | 1999  |
| -------------------------------------------------------- | ----- | ----- | ----- | ----- | ----- |
| 6 070                                                    | 6 730 | 7 158 | 7 388 | 7 219 | 6 978 |
| Nombre retenu à partir de 1962 : dân số không tính trùng |       |       |       |       |       |